# Gordan Nikolitch
Gordan Nikolitch (auch Gordan Nikolić, serbisch-kyrillisch Гордан Николић, * 1968 in Brus) ist ein serbischer Violinist. Er war von 1997 bis 2017 Konzertmeister des London Symphony Orchestra.

## Leben
Gordan Nikolitch begann im Alter von sieben Jahren Violine zu spielen. Er studierte am Konservatorium Basel bei Jean-Jacques Kantorow. Er arbeitete auch mit Witold Lutosławski und György Kurtág. Sein besonderes Interesse galt der zeitgenössischen und der Barockmusik.
Er nahm an verschiedenen Wettbewerben als Violinist teil und gewann einen Preis beim Tibor Varga Wettbewerb, Paganini-Preis in Genua, beim Wettbewerb der Stadt Brescia und beim Vaclav Huml Wettbewerb in Prag.
Seit 1989 hat er verschiedene Orchester in Frankreich, Großbritannien und der Schweiz geleitet. Seit 2004 ist er künstlerischer Leiter des Nederlands Kamerorkest in Amsterdam. Im Jahr 2000 wurde er zum „Prince Consort Professor“ für Streicher am Royal College of Music in London ernannt. Er ist seit 2003 Professor an der Guildhall School of Music. Seit 2017 ist er außerdem Professor für Violine an der Hochschule für Musik Saar und verließ zugleich das London Symphony Orchestra.
Er spielt eine Violine von Giuseppe Guarneri und eine von Lorenzo Storioni aus dem Jahr 1794.